# Pierre Moerlen's Gong
Pierre Moerlen's Gong byla progresivně rocková skupina, vzniklá ze skupiny Gong. Ve skupině hráli i Mike Oldfield, který už v té době měl velice úspěšnou sólovou kariéru, a dřívější člen The Rolling Stones Mick Taylor.

## Diskografie
- 1976: Gazeuse!
- 1978: Expresso II
- 1979: Downwind
- 1979: Time is the Key
- 1980: Pierre Moerlen's Gong Live
- 1981: Leave It Open
- 1986: Breakthrough
- 1988: Second Wind
- 1998: Full Circle Live '88
- 2004: Pentanine